# Divinópolis de Goiás
Divinópolis de Goiás är en kommun i Brasilien.   Den ligger i delstaten Goiás, i den östra delen av landet, 300 km nordost om huvudstaden Brasília. Antalet invånare är 4 967.
Omgivningarna runt Divinópolis de Goiás är huvudsakligen savann. Runt Divinópolis de Goiás är det mycket glesbefolkat, med 6 invånare per kvadratkilometer.